# Nhà hát (kiến trúc)

Nội thất của Palais Garnier, một nhà hát opera, cho thấy sân khấu và khán phòng, sau này bao gồm ghế ngồi trên sàn và các hộp opera ở trên

Nhà hát hay Kịch viện là một cấu trúc nơi các tác phẩm sân khấu hoặc vở kịch được biểu diễn, hoặc các buổi biểu diễn khác như buổi hòa nhạc âm nhạc có thể được sản xuất. Một nhà hát được sử dụng cho các buổi biểu diễn opera được gọi là một nhà hát opera. Mặc dù nhà hát không cần thiết cho hiệu suất (như trong nhà hát môi trường hoặc nhà hát đường phố), nhà hát phục vụ để xác định hiệu suất và không gian khán giả. Cơ sở này được tổ chức theo truyền thống để cung cấp các khu vực hỗ trợ cho người biểu diễn, đội kỹ thuật và các thành viên khán giả.
Có nhiều loại nhà hát theo các loại hiệu suất. Các nhà hát có thể được xây dựng riêng cho một số loại sản phẩm nhất định, chúng có thể phục vụ cho các nhu cầu hiệu suất chung hơn, hoặc chúng có thể được điều chỉnh hoặc chuyển đổi để sử dụng như một nhà hát. Các nhà hát có thể bao gồm từ thể loại nhà hát ngoài trời đến các cấu trúc trang trí công phu, giống như nhà thờ đến các phòng đơn giản, không trang trí hoặc nhà hát hộp đen. Một số nhà hát có thể có một khu vực diễn xuất cố định (trong hầu hết các nhà hát được gọi là sân khấu), trong khi một số nhà hát, chẳng hạn như nhà hát hộp đen, có thể không có khu vực diễn xuất cố định, cho phép đạo diễn và nhà thiết kế xây dựng một khu vực diễn xuất phù hợp cho việc sản xuất nhạc kịch.